# Rio Bucuriciu
O Rio Bucuriciu é um rio da Romênia afluente do Dobra, localizado no distrito de Sibiu.